# Mouvement national républicain
Das Mouvement national républicain (MNR, Nationale Republikanische Bewegung) ist eine rechtsextreme politische Partei in Frankreich. Die Partei wurde am 24. Januar 1999 von Bruno Mégret gegründet und ist eine Abspaltung von der Front National (FN). Im Jahr 2000 hatte die Partei weniger als 5000 Mitglieder.

## Geschichte
In der Front National kam es zwischen dem Dezember 1998 und dem Januar 1999 über die Frage der weiteren strategischen Ausrichtung zum Bruch, in dessen Folge der Generalsekretär Mégret die FN verließ. Mégret wollte den FN nach dem Vorbild des italienischen Movimento Sociale Italiano ausbauen und Bündnisse mit anderen französischen, rechtsextremen Gruppierungen eingehen. Le Pen hingegen wollte diese Gruppierungen schwächen, um ihre Wählerschaft übernehmen zu können. Auch persönliche Differenzen zwischen Mégret und Le Pen wegen Le Pens körperlichen Angriff auf die Sozialistin Annette Peulvast-Bergeal waren ausschlaggebend.
Mégret gründete daraufhin im Januar 1999 das Mouvement national, aus dem dann der MNR hervorging. Mit Mégret verließen die Mehrzahl der Führungskader und viele Regionalräte den FN. Der Einfluss des MNR ist trotzdem sehr gering geblieben. An die Erfolge der Front National kann sie nicht anknüpfen. Während Le Pen 2002 bei der Präsidentschaftswahl den Sprung in die Stichwahl schaffte, kam der MNR mit seinem Spitzenkandidaten Mégret nur auf 2,3 % der Stimmen.
Neben geringen Wahlerfolgen muss der MNR mit einem großen Schuldenberg kämpfen. Die staatliche Wahlkostenerstattung in Höhe von 41 Millionen Franc für die Regionalwahlen 1998 wurden trotz der Abspaltung vor Gericht der FN zugesprochen. Die Kosten für die gescheiterte Präsidentschaftswahl 2002 musste die MNR selbst bezahlen, da eine Kostenerstattung erst ab 5 % erhaltener Stimmen eintritt. Auch bei den Mitgliedern muss der MNR Verluste hinnehmen: Viele ehemalige FN-Politiker, die zwischenzeitlich dem MNR beigetreten waren, verließen diesen wieder. Bis 2004 verließen 140 Regionalräte die Partei wieder.
Bei den Wahlen 2007 trat der MNR bei der Präsidentschaftswahl nicht an. Bei den Wahlen zur Nationalversammlung erreicht die Partei lediglich 0,3 % der Stimmen. Am 20. Mai 2008 zog sich Mégret nach einer Verurteilung wegen Veruntreuung von Steuergeldern aus der Politik zurück.

## Politisches Programm
Der MNR sieht sich selbst als Vertreter des klassischen Liberalismus, des Konservatismus und des Nationalismus. Er favorisiert eine freie Marktwirtschaft, setzt sich für eine Begrenzung der Einwanderung allgemein und besonders die konsequente Bekämpfung der illegalen sowie derjenigen von Muslimen und für die Wiedereinführung der Todesstrafe ein. Wahlslogans waren unter anderem Nein zur Islamisierung!. Die Partei hat sich 2005 gegen die damals geplante Europäische Verfassung engagiert und fordert, die „nationale Souveränität“ Frankreichs gegenüber der Europäischen Union zu stärken.
Im Jahr 2000 klagte der MNR erfolgreich gegen den Film Baise-moi (Fick mich!), der fortan als X klassifiziert wird und so nur noch in speziellen Kinos gezeigt werden darf, was einem faktischen Verbot nahekommt.
Während sich der MNR früher als gemäßigte, rechtskonservative Alternative zum FN präsentierte, lässt sich seit dem Führungswechsel in beiden Parteien (von Jean-Marie zu Marine Le Pen und von Bruno Mégret zu Annick Martin) eine Umkehrung der Positionen feststellen: Während sich Marine Le Pen von Positionen ihres Vaters distanzierte, die sie als zu radikal oder antisemitisch empfand, insgesamt eine Öffnung der Partei anstrebt und als Hauptthema den Kampf gegen die „Islamisierung“ definiert, sucht der MNR die Zusammenarbeit mit Parteien, die Ideen des katholischen Traditionalismus oder neofaschistischen Ideen nahestehen sowie der Identitären Bewegung in der Bewegung Nouvelle droite populaire von Carl Lang.

## Wahlergebnisse
- Europawahl 1999: Die Liste von Bruno Mégret erreicht 578 774 Stimmen (3,28 %), verfehlt jedoch einen Sitz im Europäischen Parlament.
- Präsidentenwahl 2002: Bruno Mégret erhält 2,33 % der abgegebenen Stimmen.
- Parlamentswahlen 2002: Der MNR erhält insgesamt 280 131 Stimmen, schafft aber nicht den Einzug in die französische Nationalversammlung.
- Regionalwahlen 2004: Der MNR kandidierte in 13 von 22 französischen Regionen. Das höchste Wahlergebnis erreicht dabei Alain Vauzelle in der Region Provence-Alpes-Côte d’Azur mit 2,95 %. Im nationalen Schnitt kommt die MNR auf 1,44 %.
- Europawahl 2004: Der MNR erreicht ein nationales Wahlergebnis von 0,31 % der Stimmen.
- Parlamentswahlen 2007: Die MNR bekommt 102.100 Stimmen, was einem Stimmanteil von 0,39 % entspricht.